# 建昌県
建昌県（けんしょう-けん）は中華人民共和国遼寧省葫芦島市に位置する県。

## 歴史
1778年（乾隆43年）、清朝により設置された。中華民国が成立すると1914年（民国3年）に凌源県と改称されている。満洲国時代には1931年（民国20年）に凌源県と隣接する朝陽県の一部に凌南県が設置され、1937年（康徳4年）には凌源県と凌南県が合併し建昌県が設置されている。1940年（康徳7年）に廃止されたが、1945年（民国34年）に再設置された。

## 行政区画
7鎮、20郷、1民族郷を管轄する。

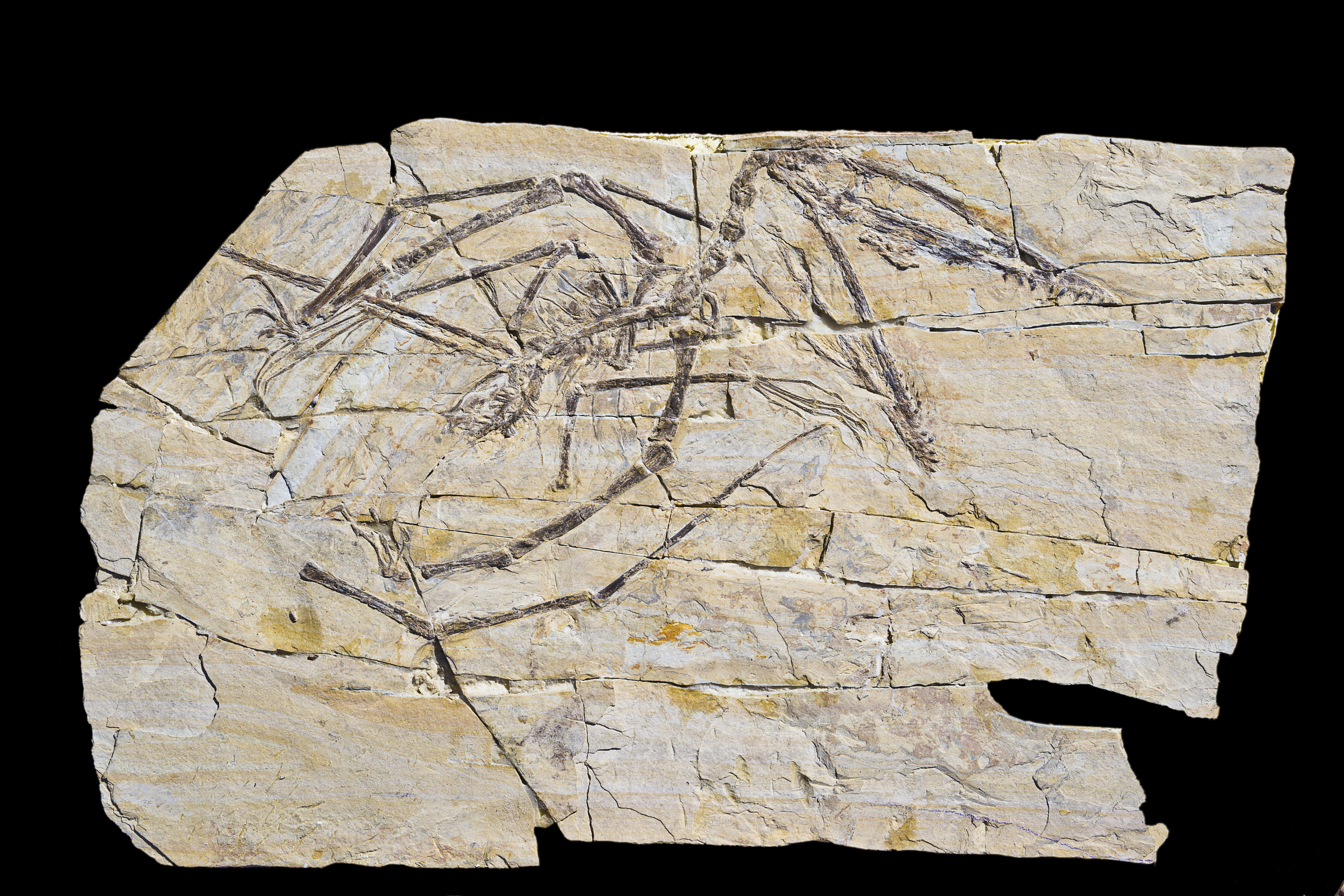
県内の髫髻山で発掘されたダルウィノプテルスの化石

- 鎮：建昌鎮、八家子鎮、喇嘛洞鎮、薬王廟鎮、湯神廟鎮、玲瓏塔鎮、大屯鎮
- 郷：牤牛営子郷、素珠営子郷、石仏郷、王宝営子郷、老大杖子郷、要路溝郷、魏家嶺郷、西鹸廠郷、頭道営子郷、新開嶺郷、賀杖子郷、養馬甸子郷、和尚房子郷、楊樹湾子郷、黒山科郷、雷家店郷、小徳営子郷、巴什罕郷、娘娘廟郷、谷杖子郷
- 民族郷：二道湾子モンゴル族郷

## 交通

### 鉄道
- 中国国家鉄路集団
  - 魏塔線（中国語版）

### 道路
- 高速道路
  -  興建高速道路（中国語版）
- 国道
  -  G230国道
  -  G306国道（中国語版）